# 駐日トルコ共和国大使館

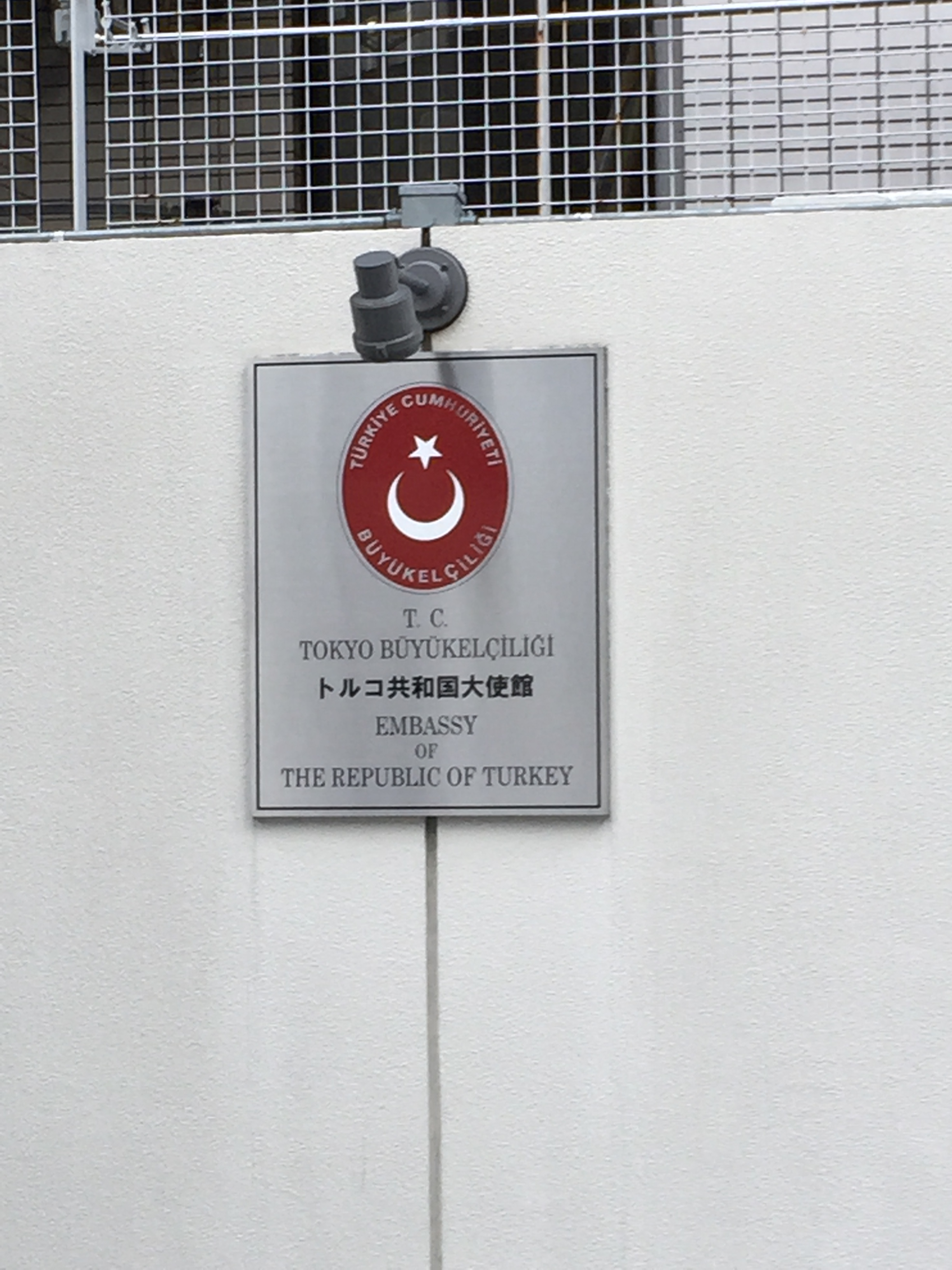
駐日トルコ共和国大使館を示すプレート（2015年）

駐日トルコ共和国大使館（トルコ語: Türkiye Cumhuriyeti Japonya Büyükelçiliği / T.C. Japonya Büyükelçiliği、英語: Embassy of the Republic of Turkey in Japan）は、トルコが日本の首都東京に設置している大使館である。在東京トルコ共和国大使館（トルコ語: Türkiye Cumhuriyeti Tokyo Büyükelçiliği / T.C. Tokyo Büyükelçiliği、英語: Embassy of the Republic of Turkey in Tokyo）とも呼ばれる。

## 歴史
1924年7月7日、オスマン帝国（オスマン・トルコ）に代わって成立した民主主義国家トルコ共和国を大日本帝国が主権国家として承認し、日本とトルコの外交関係が樹立された。1925年、駐日トルコ共和国大使館が開設される。1925年から1929年にかけてフルシ・フアット・トゥガイ代理公使が駐日代表を務めた後、1929年から1931年にかけてジェヴァト・エジネが初代駐日大使を務めた。1945年1月6日、日本とトルコの国交が断絶。同年2月23日、トルコが日独両国に対して宣戦布告する。同年8月15日、第二次世界大戦の敗戦により大日本帝国が崩壊。
1952年4月28日、サンフランシスコ平和条約の発効により日本国が主権回復。トルコも同条約締結国のうちの一国である。同年5月14日、トルコ大国民議会がサンフランシスコ平和条約を批准して日本とトルコの国交が正式に再開される。同年内に駐日トルコ共和国大使館が再開され、イッゼト・アクサルルが戦後初の駐日大使に就任した。

## 所在地
| 日本語         | 〒150-0001 東京都渋谷区神宮前二丁目33-6      |
| トルコ語・英語 | 2-33-6, Jingumae, Shibuya-ku, Tokyo 150-0001 |

## 大使
2024年12月31日より、ジェミル・ウフック・トールルが臨時代理大使を務めている。
歴代大使からは閣僚を輩出している。1939年から1943年にかけて駐日大使を務めたアフメト・フェリト・テクが財務大臣と内務大臣を歴任しており、1963年から1966年にかけて駐日大使を務めたメリフ・エセンベルが外務大臣として奉職した。

## ギャラリー

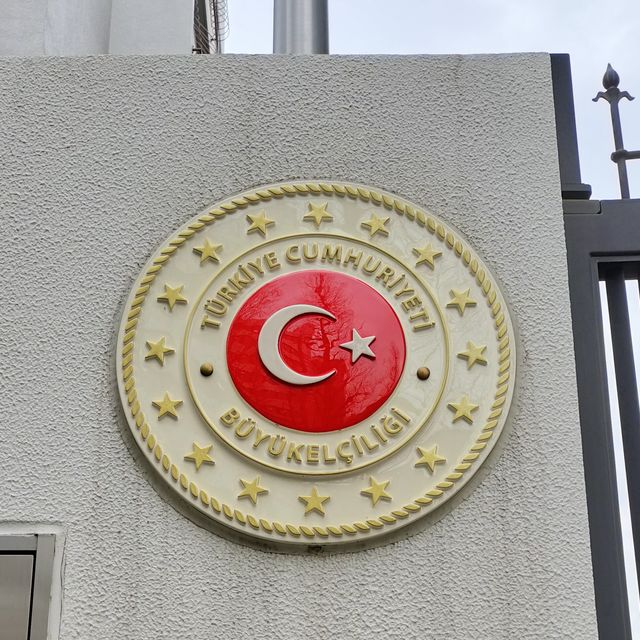
正門左のプレート（2024年）
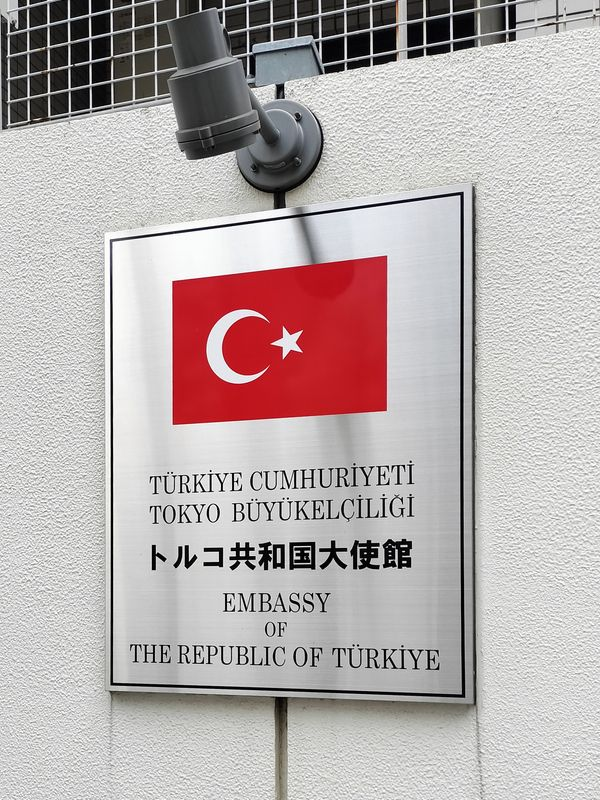
正門右の館名板（2024年）